# Charles A. Whitten
Charles Arthur Whitten (* 2. Oktober 1909 in Redfield, South Dakota; † 12. Juli 1994 in Silver Spring, Maryland) war ein US-amerikanischer Geodät.
Whitten studierte Mathematik am Carthage College (Bachelorabschluss 1930) und war danach beim U.S.Coast and Geodetic Survey (eingestellt von William Bowie), wo er 1972 als leitender Geodät (Chief Geodesist) in den Ruhestand ging.
Er war 1946 einer der ersten der Computer für geodätische Rechnungen (Geodätische Anpassungen) einsetzte. Er untersuchte auch Krustenbewegungen. 1951 entwickelte er ein einheitliches Anpassungssystem für die Triangulationsnetze Westeuropas.
1972 erhielt er die Goldmedaille für herausragende Leistungen des US Department of Commerce. Er war Ehrendoktor der Universität Karlsruhe, des Carthage College und der University of New Brunswick. 
Er war 1960 bis 1964 Präsident der International Association of Geodesy (IAG), deren erste Levallois Medal er 1979 erhielt. Er war Fellow der American Geophysical Union (AGU), deren Abteilung Geodäsie er 1964 bis 1968 vorstand, deren Generalsekretär er 1967 bis 1974 war und deren William Bowie Medal er 1980 erhielt.
Ihm zu Ehren wird die Charles A. Whitten Medal der AGU verliehen.